# 草津シネマハウス
草津シネマハウス（くさつシネマハウス）は、かつて存在した日本の映画館である。第二次世界大戦後の1956年（昭和31年）、滋賀県草津市で、角正太郎が草津映画劇場に次ぐ映画館、草津第二映画劇場（くさつだいにえいがげきじょう）として開館した。1988年（昭和63年）にリニューアル、草津スターホール（くさつスターホール）および草津シネマハウス1・2の3館体制になる。1996年（平成8年）には、名称変更と改装を行い最大の5スクリーンをもつ草津シネマハウス1・2・3・4・5に拡大したが、2007年（平成19年）9月30日、閉館した。閉館時には「県内最古の映画館」と報道された。

## 沿革
- 1956年 - 草津第二映画劇場として開館[2][3][18][19]
- 1988年 - 草津スターホールおよび草津シネマハウス1・2の3館体制に拡大[9][17]
- 1996年 - 名称変更と改装、草津シネマハウス1・2・3・4・5の5スクリーンに拡大[12][13][17]
- 2007年9月30日 - 閉館[16][17]

## データ
- 所在地 : 滋賀県草津市大路1丁目2番14号[7][8][9][10][11][12][13][14][16][20]
  - 開館時の同県同市大路井町[3][4]
  - 現況はマンション「サンシティ草津駅前」（2011年2月竣工）[1]

北緯35度1分13秒 東経135度57分40秒 / 北緯35.02028度 東経135.96111度
- 経営 : 
  1. 角正太郎 （1956年[3] - 1959年）
  2. 角沙門 （1959年[4] - 1966年[5]）
  3. 第二映劇（株式会社草津第二映画劇場、1966年 - 1990年[7][8][9][11]）
  4. 株式会社シネマハウス （1990年[10][12][13] - 2007年[14][16]）
- 支配人 : 
  1. 芝宇太郎 （1960年 - 1961年前後）
  2. 角虎戈 （1961年前後[4]）
  3. 角沙門 （1962年[5] - 1980年前後[7][8]）
  4. 川嶋尚 （1980年前後 - 1997年[9][10][11][12][13]）
  5. 角大介 （1997年 - 2001年前後）
  6. 赤崎英雄 （2001年前後 - 2007年[14]）
- 構造 : 鉄筋コンクリート造二階建（1956年[4] - 1988年[7][8]） ⇒ 同五階建（1988年[17] - 2007年[9][10][11][12][13]）
- 観客定員数 : 
  - 第二劇場 : 500名（1961年[4]） ⇒ 430名（1967年[7][8] - 1975年） ⇒ 310名（1984年） ⇒ 305名（1985年 - 1988年）

  1. スターホール（1階）⇒シネマハウス1（1階⇒2階） : 120名（1990年[9] - 1993年[10][11]） ⇒ 156名（1994年 - 2001年[12][13]） ⇒ 169名（2006年[14] - 2007年[16]）
  2. シネマハウス1⇒2（2階⇒4階） : 218名（1990年[9] - 2001年[10][11][12][13]） ⇒ 137名（2006年[14]） ⇒ 145名（2007年[16]）
  3. シネマハウス2⇒3（3階） : 184名（1990年[9] - 1996年[10][11][12]） ⇒ 81名（1997年[13] - 2001年） ⇒ 70名（2006年[14] - 2007年[16]）
  4. シネマハウス3⇒4（4階⇒1階） : 81名（1993年[11] - 1996年[12]） ⇒ 184名（1997年[13] - 2001年） ⇒ 111名（2006年[14]） ⇒ 112名（2007年[16]）
  5. シネマハウス5（2階） : 77名（1996年[13] - 2007年[14][16]）

## 歴史

### 第二映劇の時代
第二次世界大戦後の1956年（昭和31年）、滋賀県草津市大路井町（現在の同県同市大路1丁目2番14号）に草津第二映画劇場として開館した。同館を経営した角正太郎（1899年 - 1987年）は、1948年（昭和23年）8月に文榮座（大路井町537番地、1927年開館、のちの草津グリーン劇場）を入手して復興して経営したが、同館を開館するとともに、文榮座を手放し、荒廃していた大正座（草津本町2丁目9番地）を入手して復興、これを草津映画劇場と改称、同館はこれに次ぐ映画館と位置づけられた。のちに同館の歴史に言及・報道する際に、文榮座がその起源として語られることがあるが、文榮座と同館では立地が異なる。
開館当初の同館は、支配人が芝宇太郎、観客定員数が500名、興行系統は一定の映画会社の封切館ではなく、日本映画各社の作品をブッキングして上映した。角正太郎は、1958年（昭和33年）11月2日には、伊藤武郎の独立映画に協力して、東京に映画の製作会社として大東興業を設立、同社において『キクとイサム』（1959年）、『武器なき斗い』（1960年）の2作をしている。同年、同館の経営が、長男の角沙門（1934年 - ）に引き継がれる。
同館の立地した大路井町は、東海道本線の駅であり草津線の起点である草津駅の南、駅東口を出てすぐ右折した商店街に位置した。草津宿跡であり、大正座のあった草津本町（現在の草津市草津）とは、1886年（明治19年）につくられた草津川トンネルでつながっていた。同館が開館した年の11月19日、東海道本線の米原 - 京都間が電化し、全線電化が完成した。同館の開館2年前の1954年（昭和29年）10月15日には、草津町は市制を施行して草津市になっており、その4年後の1958年には、同館の面した道は滋賀県道143号下笠大路井線に制定されている。草津市内の映画館は3館になり、同市都市部の娯楽の中心的存在となった。
その後、1963年（昭和38年）には草津映画劇場が閉館したが、同館は「草津第二映画劇場」でありつづけた。市内にもう1館残ったかつての文榮座が草津東映劇場であった1967年（昭和42年）前後には、同館は大映・日活・松竹の作品を上映し、文榮座が草津東宝劇場を経て草津グリーン劇場と改称、日活ロマンポルノを中心とする成人映画館となった1972年（昭和47年）前後には、同館は外国映画（洋画）および松竹の作品を上映する混映館になっていた。1987年（昭和62年）には、創立者の角正太郎が亡くなった。

### シネマハウスの時代
25年間にわたって2館体制を続けた草津市であったが、1988年（昭和63年）に同館が5階建の建物としてリニューアル開館、1階に観客定員数120名の草津スターホール、2・3階に218名の草津シネマハウス1、4・5階に184名の草津シネマハウス2の3館に拡大、日本映画・外国映画のいずれも上映する邦洋混映館になった。当時の同館の経営は株式会社草津第二映画劇場（代表・角沙門）、支配人は川嶋尚であった。1990年（平成2年）には、同館の経営会社が株式会社シネマハウス（代表・角沙門）と社名を変更している。スティーヴン・スピルバーグの『ジュラシック・パーク』が大ヒットした1993年（平成5年）には草津グリーン劇場が閉館し、草津市内の映画館は、草津スターホールと草津シネマハウス1・2・3の1サイト4スクリーンのみになった。滋賀県出身のラジオパーソナリティ・野村雅夫は高校生だった1994年（平成6年）に、ジュリア・ロバーツ主演の『ペリカン文書』（アラン・J・パクラ監督）をシネマハウスで観たという。
1995年（平成7年）11月には映画誕生100年記念企画として『95年びわ湖シネマフェスタ』が県内3会場で開催され、草津シネマハウスでは『午後の遺言状』の新藤兼人監督が舞台挨拶を行った。1996年（平成8年）には、草津スターホールの名称を廃し、草津シネマハウス1・2・3・4・5の5スクリーンに拡大、その結果、翌1997年（平成9年）には、同館の年間入場者数がピークを迎える。
2007年（平成19年）9月30日、第二映画劇場から51年間続いた草津シネマハウスは閉館した。『キクとイサム』、『フォレスト・ガンプ/一期一会』、『E.T. 20周年アニバーサリー特別版』、『ゴースト/ニューヨークの幻』が閉館特別番組として組まれ、最終日に上映した作品は、『タイタニック』、『ニュー・シネマ・パラダイス』、『キクとイサム』、『HERO』であった。

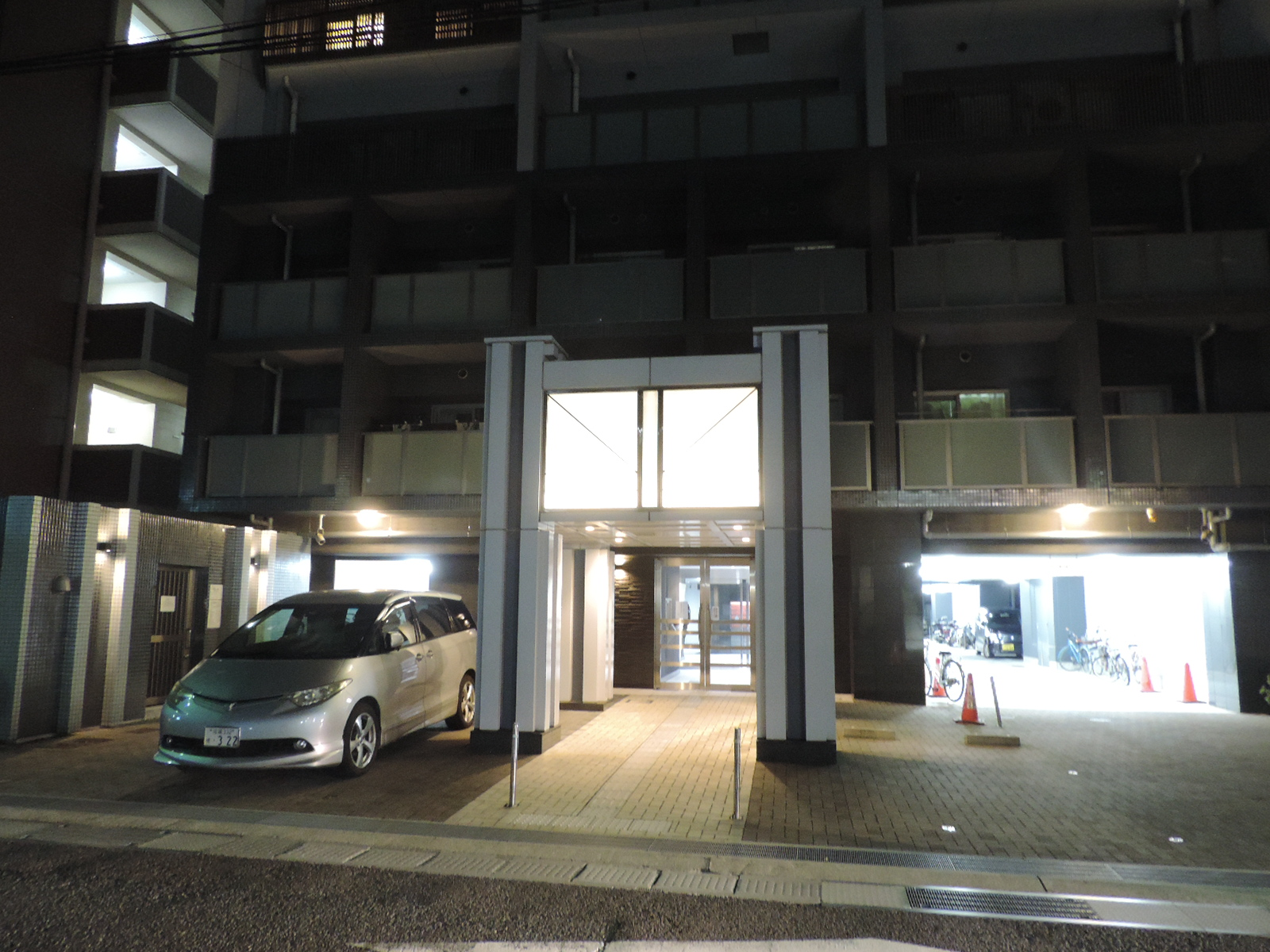
草津シネマハウス跡地の現在の様子

閉館理由は、ピーク以降は年間入場者数が減少し、10年で半減に至ったため、という。同市内の既存の映画館はこれで消滅したが、1年後の2008年（平成20年）11月26日、市内新浜町300番地にイオンモール草津が開業し、同施設に9スクリーンのシネマコンプレックス、ワーナー・マイカル・シネマズ草津（現在のイオンシネマ草津）が開館している。シネマハウスの跡地には、2011年（平成23年）2月に地上10階建てのマンション「サンシティ草津駅前」が竣工し、現在（2025年）に至る。